# Communauté de communes de Nœux et environs
La communauté de communes de Nœux et environs  est une communauté de communes française, située dans le département du Pas-de-Calais et la région Nord-Pas-de-Calais, arrondissement de Béthune. Le 1er janvier 2014, la communauté de communes disparait en fusionnant avec la communauté d'agglomération de l'Artois.

## Composition
La communauté de communes de Nœux et environs regroupait 6 communes : 
1. Drouvin-le-Marais
2. Fouquereuil
3. Fouquières-lès-Béthune
4. Labourse
5. Nœux-les-Mines
6. Vaudricourt

## Présidents
| Période | Période | Identité | Étiquette | Qualité |
| ------- | ------- | -------- | --------- | ------- |
|         |         |          |           |         |
|         |         |          |           |         |

## Pour approfondir